# Фоча (город, Босния и Герцеговина)
Фоча (босн. Foča, серб. Фоча / Foča, хорв. Foča), в 1994—2004 годах — Србине (Srbinje/Србиње) — город на юго-востоке Боснии и Герцеговины, на реке Дрина. Является административным центром муниципалитета Фоча и региона Фоча в Республике Сербской.

## География

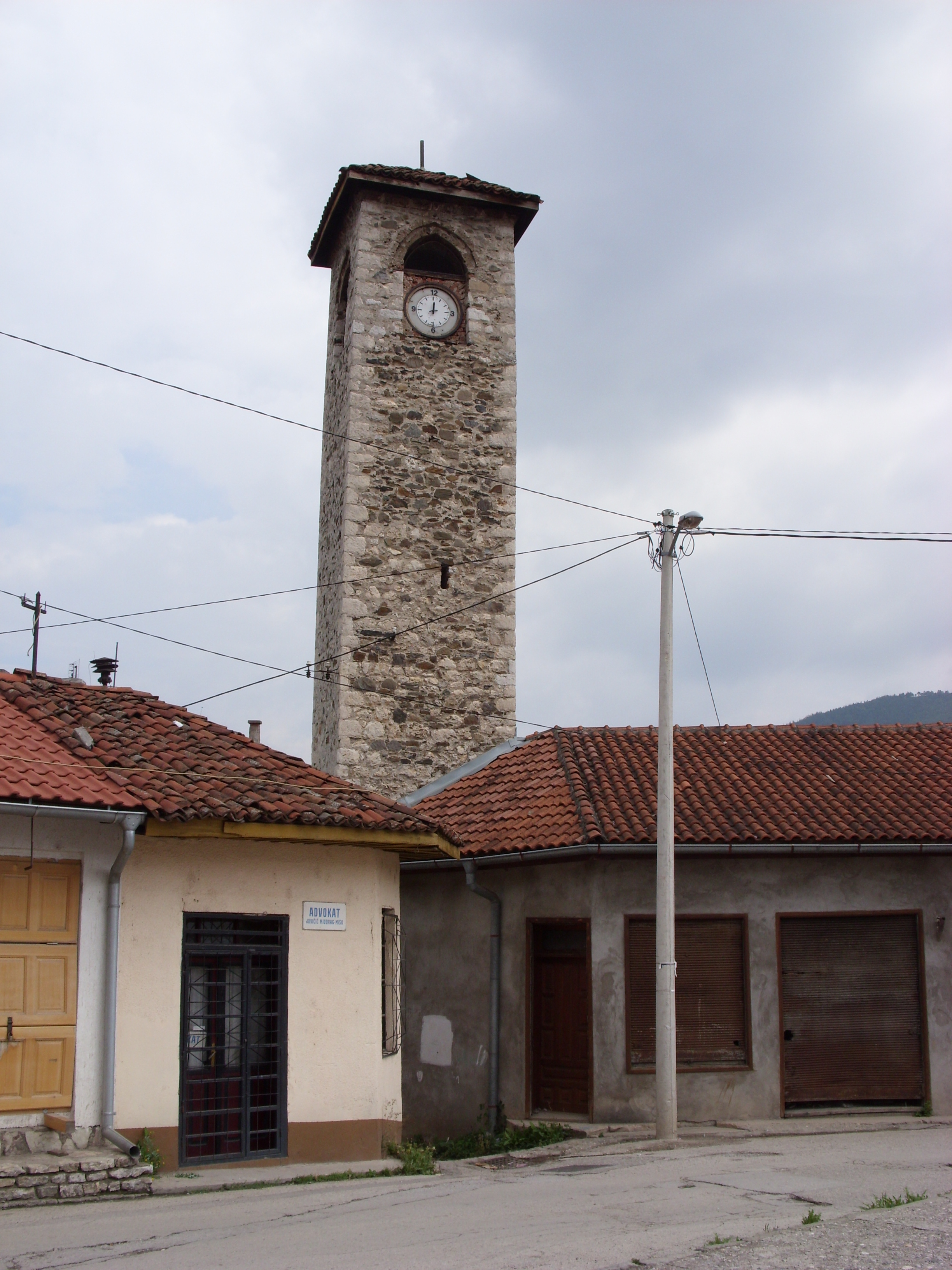
Старые башенные часы в Фоче

Фоча расположена на границе с Черногорией и Сербией, на перекрестке скалистой Герцеговины и лесистой Боснии, у истока реки Дрина на месте впадения в Дрину реки Чехотина. На территории муниципалитета Фоча расположена высочайшая точка Боснии и Герцеговины — гора Маглич (2386 м), находится единственный в Боснии и Герцеговине, и крупнейший в Европе нетронутый лес Перучица в пределах Национального парка Сутеска, самый красивый в стране водопад, единственный на реке Тара каньон, по глубине крупнейший в Европе и второй в мире, почти не уступает знаменитому Гранд-Каньону в США.

## Название и политика
В Средние века город упоминался под такими письменными названиями: Choçe, Coçça, Choza, Coçe, Chozza, Coza, Chotza, Hoča, Hotča, например, в июле 1444 года записывается как Хотче, в августе 1467 — Хотча. Предполагают, что название Хоча и Хотчa происходит от имени Хотко, которое происходит от древнеславянского слова hotjeti. 
В апреле 1992 года после захвата города войсками боснийских сербов начались этнические чистки среди боснийцев, которые закончились в январе 1994 года изменением названия города и муниципалитета на Србинье, но Конституционный суд Боснии и Герцеговины признал неконституционным изменение названия, и в феврале 2004 года городу вернули старое название.

## Население

### 1971 год
- Всего — 9257 (100 %)
- Боснийцы — 4309 (46,54 %)
- Сербы — 4148 (44,80 %)
- Хорваты — 152 (1,64 %)
- Югославы — 50 (0,54 %)
- Другие — 598 (6,45 %)

### 1991 год
- Всего — 14 335 (100 %)
- Сербы — 7901 (55,11 %)
- Боснийцы — 5526 (38,54 %)
- Югославы — 312 (2,17 %)
- Хорваты — 74 (0,51 %)
- Другие — 522 (3,64 %)

### 2013 год
Численность населения города по переписи 2013 года составила 12 334 человека, общины — 19 811 человек.

## Образование
В городе работает Медицинский факультет Университета Источно-Сараево.

## Достопримечательности
В 1956 году в городе был открыт Музей Старой Герцеговины.